# Károly Ács (cel tânăr)
Károly Ács cel tânăr (pseudonimul lui Károly Kovács, n. 8 septembrie 1928, Szabadka – d. 3 iulie 2003, Köln) a fost un scriitor, poet și traducător maghiar din Voivodina, Iugoslavia. Din 1995 și până la deces a trăit în Germania.

## Legături externe
- „Lexiconul biografic maghiar”